# Acetonitril
Acetonitrilul este un compus organic cu formula CH
3CN. Este un lichid incolor, fiind cel mai simplu reprezentant din clasa nitrililor (acidul cianhidric poate fi clasificat ca și nitril). Este obținut în principal ca și produs secundar în procesul de fabricație al acrilonitrilului. Este adesea utilizat ca și solvent polar aprotic în sinteza organică și în purificarea butadienei.

## Obținere
Acetonitrilul se poate obține printr-o reacție de substituție nucleofilă a bromometanului cu cianură de sodiu:
{\displaystyle \mathrm {CH_{3}Br+NaCN\longrightarrow NaBr+CH_{3}CN} }

## Proprietăți

### Toxicitate
Acetonitrilul are o toxicitate redusă în doze mici. Poate fi metabolizat cu producerea de acid cianhidric, care reprezintă sursa pentru toxicitatea sa. În general, debutul efectelor toxice este întârziat din cauza timpului pe care îl necesită corpul pentru a metaboliza acetonitrilul (2 până la 12 ore).